# Даскатиця
45°48′ пн. ш. 16°42′ сх. д. / 45.8° пн. ш. 16.7° сх. д.
Даскатиця (хорв. Daskatica) — населений пункт у Хорватії, у Б'єловарсько-Білогорській жупанії у складі громади Штефанє.

## Населення
Населення за даними перепису 2011 року становило 122 осіб.
Динаміка чисельності населення поселення: